# Lonjí
Lonjí é um projeto que disponibiliza meios para tornar acessíveis conteúdos de diversas disciplinas em Libras.É um projeto que disponibiliza meios para tornar acessíveis conteúdos de diversas disciplinas em Libras. Atualmente seu site contem um glossário de anatomia humana. Nele é possível encontrar informações em Libras sobre diversos órgãos do nosso corpo, como por exemplo: coração, pulmão e ovários. Devido à falta de termos técnicos da anatomia e fisiologia humana em Libras, o NAPNE do IFPE Pesqueira verificou a necessidade de proporcionar a inclusão comunicacional aos surdos e profissionais da área de biologia e saúde. Isto acontece, pois na maioria das aulas o estudante com surdez não dispões de um vocabulário técnico específico para alguns termos, como por exemplo: esqueleto axial, meninges, timo, aorta e outros.
A sua primeira fase foi desenvolvido por uma equipe de 12 pessoas entre estudantes e profissionais entre janeiro de 2015 e dezembro de 2016.
Este teve por objetivo: Proporcionar acessibilidade comunicacional aos estudantes surdos, do ensino médio, da área de saúde e profissionais dessas áreas, através da criação e disponibilização de um glossário virtual de anatomia e fisiologia humana em Libras.
Para isso, foram catalogados os sinais de vários órgãos do corpo humano dos seus principais sistemas, e, criados sinais para os termos que não tinham um equivalente em Libras. Um estudante surdo do IFPE foi responsável por essa parte de criação. Além disso, foram acrescentadas informações sobre a função desses órgãos.
Esse glossário de anatomia humana em Libras descreve o sinal e a função de cerca de 200 órgãos de nosso corpo, de maneira bilíngue ( Libras e Português). Uma equipe de 9 bolsistas do curso de bacharelado em enfermagem (Ivanildo Junior, Águeda Layse, Bruna Karla, Bruna Yuri, Verônica Almeida, Maria Inês, Mércia Alcântara, Manuela Freire e Roberta Serafim), dois servidores (Ronny Diogenes e Evellyn Lapa) e com o nosso aluno surdo Pedro Danilo. Além desses ainda tivemos a colaboração voluntária de um servidor público que é intérprete de Libras, Otávio Washington. Foram dois anos de Trabalho, entre pesquisa, tradução e editoração de imagens e vídeos. O resultado pode ser conferido em nosso site (www.lonji.com.br).
Todo esse projeto foi financiado pelo Conselho Nacional de Desenvolvimento Científico e Tecnológico - CNPq.
O nome do Lonjí foi escolhido refletindo o contexto local do campus do IFPE. A cidade de Pesqueira, local de execução dos trabalhos, tem uma reserva indígena com um valor histórico-social imensurável e foi pensando em trazer um pouco do contexto da comunidade que foi escolhido um nome da língua da comunidade. A palavra Lonjí, além de ser indígena, foi escolhida, porque significa “visão”, o que remete à língua de sinais, que é visual-espacial.
O projeto está auxiliando alunos do ensino médio e superior, intérpretes de libras e professores que necessitam se comunicar em Libras de uma maneira mais específica com estudantes surdos.